# Great Horkesley
Great Horkesley is een civil parish in het bestuurlijke gebied Colchester, in het Engelse graafschap Essex met 2476 inwoners.

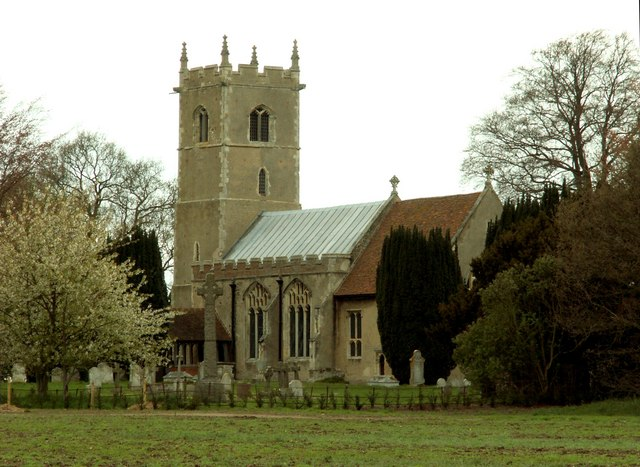
All Saints